# Neumühle (Hollstadt)
Neumühle ist ein Gemeindeteil der Gemeinde Hollstadt im unterfränkischen Landkreis Rhön-Grabfeld in Bayern.

## Lage
Die Einöde liegt direkt am Fluss Fränkische Saale. 

## Geschichte
Die Neumühle war in der Vergangenheit eine Getreidemühle. Seit 1980 wurde das Mühlgebäude zu einem Sanatorium umgebaut.